# Ceratophrys testudo
Ceratophrys testudo es una especie de anfibio de la familia Ceratophryidae.
Es endémica del este de Ecuador.
Sus hábitats naturales son: regiones subtropicales o tropicales húmedas de alta altitud y marismas intermitentes de agua dulce.